# Юхансон, Клара
Клара Элисабет Юхансон (швед. Klara Elisabeth Johanson; 6 октября 1875 года, Хальмстад, Швеция — 8 октября 1948 года, Стокгольм) — шведский литературный критик, эссеист, общественный деятель.

## Биография
Клара Юхансон родилась в 1875 году в Хальмстаде в семье Александра Юхансона (швед. Alexander Johanson), шляпника и меховщика, и Анны Кристины Юхансон (швед. Anna Christina Johanson). Клара стала первой женщиной из Хальмстада, которая сдала выпускные экзамены в старшей средней школе (1894 год). Она продолжала учиться на степень магистра гуманитарных наук в Уппсальском университете, получив её в 1897 году. Затем Юхансон переехала в Стокгольм, где получила должность заместителя редактора журнала Dagny, печатного органа Союза Фредрики Бремер (FBF). В 1901 году она перешла в издание Stockholms Dagblad, где занималась литературной критикой под собственным именем и публикацией юмористических историй под псевдонимом Гек Лебер. Юхансон писала для газеты до 1912 года. Современники характеризуют Клару как «самого красноречивого критика Швеции с высочайшей эстетической чувствительностью».
В 1907 году Юхансон издала собственную книгу под названием «Нижний мир» (швед. «Den undre världen»), получившую спорные отзывы. В 1915—1920 годах она совместно со своим партнёром, Эллен Клеман, опубликовала письма Фредрики Бремер в четырёх томах. В 1924 году Юхансон и Клеман познакомились с другой парой, скульптором Сигрид Фридман и её партнёром, Рагнхильд Баркман. Четыре женщины стали друзьями, часто проводили лето вместе; позже Юхансон написала книгу о Фридман. Кларе также приписывают продвижение американской литературы в Швеции; заметки из дневника Юхансон, опубликованные в 1916 году, содержат первое известное упоминание об американской поэтессе Эмили Дикинсон в шведской печати. Также Кларой был сделан перевод работ нескольких других авторов, в том числе Анри-Фредерика Амьеля и Розы Майредер. Она перевела произведения нескольких других писателей, в том числе «Fragments d’un journal intime» Анри-Фредерика Амьеля и «Geschlecht und Kultur» Розы Майредер.
За время своей публицистической деятельности Юхансон опубликовала несколько сборников сочинений, в основном относящиеся к литературе. После её смерти в 1948 году Нильс Афзелиус опубликовал три сборника сочинений, написанных Юхансон.